# UCI Europe Tour 2019
L'UCI Europe Tour 2019 fu la quindicesima edizione dell'UCI Europe Tour, uno dei cinque circuiti continentali di ciclismo dell'Unione Ciclistica Internazionale. Il suo calendario era composto da circa 260 corse, che si tennero dal 30 gennaio al 20 ottobre 2019 in Europa.
Durante tutta la stagione, i punti furono assegnati ai vincitori delle gare in linea, ai primi della classifica generale e ai vincitori di ogni tappa delle corse a tappe. La qualità e la complessità di una gara determinò anche quanti punti furono assegnati ai primi classificati: più alto era il punteggio UCI di una gara, più punti furono assegnati.
La classificazione UCI dal più alto al più basso fu la seguente:
- corse a tappe: 2.HC, 2.1 e 2.2;
- corse di un giorno: 1.HC, 1.1 e 1.2.

## Calendario

### Gennaio
| Data | Prova                                                              | Cat. | Vincitore     | Squadra |
| ---- | ------------------------------------------------------------------ | ---- | ------------- | ------- |
| 31   | Trofeo Ses Salines-Campos-Porreres-Felanitx (Coll de San Salvador) | 1.1  | Jesús Herrada | Cofidis |

### Febbraio
| Data  | Prova                                                     | Cat. | Vincitore          | Squadra                       |
| ----- | --------------------------------------------------------- | ---- | ------------------ | ----------------------------- |
| 1°    | Trofeo Andratx-Lloseta                                    | 1.1  | Emanuel Buchmann   | Bora-Hansgrohe                |
| 2     | Trofeo de Tramuntana: Soller-Deia                         | 1.1  | Tim Wellens        | Lotto-Soudal                  |
| 3     | Trofeo Palma                                              | 1.1  | Marcel Kittel      | Team Katusha-Alpecin          |
| 3     | Grand Prix Cycliste la Marseillaise (2019)                | 1.1  | Anthony Turgis     | Direct Énergie                |
| 6-10  | Volta a la Comunitat Valenciana (2019)                    | 2.1  | Jon Izagirre       | Astana Pro Team               |
| 7-10  | Étoile de Bessèges (2019)                                 | 2.1  | Christophe Laporte | Cofidis                       |
| 9     | Grand Prix Gazipaşa                                       | 1.2  | Branislau Samoilau | Minsk Cycling Club            |
| 10    | Grand Prix Alanya                                         | 1.2  | Lucas Carstensen   | Bike Aid                      |
| 14-17 | Tour de La Provence (2019)                                | 2.1  | Gorka Izagirre     | Astana Pro Team               |
| 15-16 | Vuelta Ciclista a la Región de Murcia Costa Cálida (2019) | 1.1  | Luis León Sánchez  | Astana Pro Team               |
| 17    | Clásica de Almería (2019)                                 | 1.HC | Pascal Ackermann   | Bora-Hansgrohe                |
| 17    | Trofeo Laigueglia (2019)                                  | 1.HC | Simone Velasco     | Neri Sottoli Selle Italia KTM |
| 20-24 | Volta ao Algarve em Bicicleta (2019)                      | 2.HC | Tadej Pogačar      | UAE Team Emirates             |
| 20-24 | Vuelta a Andalucia Ruta Ciclista Del Sol (2019)           | 2.HC | Jakob Fuglsang     | Astana Pro Team               |
| 21-24 | Tour of Antalya (2019)                                    | 2.2  | Szymon Rekita      | Leopard                       |
| 22-24 | 51ème Tour Cycliste International du Haut-Var (2019)      | 2.1  | Thibaut Pinot      | Groupama-FDJ                  |
| 24    | GP Slovenian Istria                                       | 1.2  | Marko Kump         | Adria Mobil                   |

### Marzo
| Data  | Prova                                                        | Cat. | Vincitore             | Squadra                       |
| ----- | ------------------------------------------------------------ | ---- | --------------------- | ----------------------------- |
| 2     | Faun Environnement-Classic de l'Ardèche Rhône Crussol (2019) | 1.1  | Lilian Calmejane      | Direct Énergie                |
| 3     | Kuurne-Bruxelles-Kuurne (2019)                               | 1.HC | Bob Jungels           | Deceuninck-Quick Step         |
| 3     | Royal Bernard Drôme Classic (2019)                           | 1.1  | Alexis Vuillermoz     | AG2R La Mondiale              |
| 3     | International Rhodes Grand Prix                              | 1.2  | Dušan Rajović         | Adria Mobil                   |
| 5     | Le Samyn (2019)                                              | 1.1  | Florian Sénéchal      | Deceuninck-Quick Step         |
| 6     | Umag Trophy (2019)                                           | 1.2  | Alois Kaňkovský       | Elkov-Author                  |
| 8-10  | International Tour of Rhodes                                 | 2.2  | Martijn Budding       | BEAT Cycling Club             |
| 9     | Poreč Trophy                                                 | 1.2  | Fabian Lienhard       | IAM Excelsior                 |
| 9     | Grand Prix Alanya                                            | 1.2  | Nikolai Shumov        | Minsk CC                      |
| 10    | Gran Premio Industria e Artigianato (2019)                   | 1.HC | Maximilian Schachmann | Bora-Hansgrohe                |
| 10    | Grote prijs Jean-Pierre Monseré                              | 1.1  | annullata             | annullata                     |
| 10    | Grand Prix de la Ville de Lillers Souvenir Bruno Comini      | 1.2  | annullata             | annullata                     |
| 10    | 43ste Rabobank Dorpenomloop Rucphen                          | 1.2  | annullata             | annullata                     |
| 10    | Grand Prix Justiniano Hotels                                 | 1.2  | Onur Balkan           | Salcano-Sakarya               |
| 14-17 | Istrian Spring Trophy                                        | 2.2  | Felix Gall            | Sunweb Development            |
| 17    | Ronde van Drenthe (2019)                                     | 1.HC | Pim Ligthart          | Direct Énergie                |
| 17    | Classica de Arrabida-Cyclin'Portugal                         | 1.2  | Jonathan Lastra       | Caja Rural-Seguros RGA        |
| 17    | Parigi-Troyes                                                | 1.2  | Jérémy Cabot          | Sprinter Club Olympique Dijon |
| 17    | La Popolarissima                                             | 1.2  | Nicola Venchiarutti   | Cycling Team Friuli           |
| 20    | Danilith Nokere Koerse (2019)                                | 1.HC | Cees Bol              | Team Sunweb                   |
| 20-24 | Volta ao Alentejo                                            | 2.2  | João Rodrigues        | W52/FC Porto                  |
| 22    | Bredene Koksijde Classic (2019)                              | 1.HC | Pascal Ackermann      | Bora-Hansgrohe                |
| 22    | Youngster Coast Challenge                                    | 1.2U | Niklas Märkl          | Sunweb Development            |
| 24    | Grand Prix de Denain-Porte du Hainaut (2019)                 | 1.HC | Mathieu van der Poel  | Corendon-Circus               |
| 25-31 | Tour de Normandie                                            | 2.2  | Ole Forfang           | Joker Fuel of Norway          |
| 27-31 | Settimana Internazionale di Coppi e Bartali (2019)           | 2.1  | Lucas Hamilton        | Mitchelton-Scott              |
| 30    | Classic Loire-Atlantique (2019)                              | 1.1  | Rudy Barbier          | Israel Cycling Academy        |
| 31    | Cholet-Pays de la Loire (2019)                               | 1.1  | Marc Sarreau          | Groupama-FDJ                  |

### Aprile
| Data  | Prova                                                                           | Cat. | Vincitore            | Squadra                                      |
| ----- | ------------------------------------------------------------------------------- | ---- | -------------------- | -------------------------------------------- |
| 3-6   | Giro di Sicilia (2019)                                                          | 2.1  | Brandon McNulty      | Rally UHC Cycling                            |
| 5     | Route Adélie de Vitré (2019)                                                    | 1.1  | Marc Sarreau         | Groupama-FDJ                                 |
| 5-7   | Triptyque des Monts et Châteaux                                                 | 2.2U | Mikkel Bjerg         | Hagens Berman Axeon                          |
| 6     | Gran Premio Miguel Indurain (2019)                                              | 1.1  | Jonathan Hivert      | Direct Énergie                               |
| 6     | Volta Limburg Classic (2019)                                                    | 1.1  | Patrick Müller       | Vital Concept-B&B Hotels                     |
| 7     | La Roue Tourangelle Région Centre Val de Loire-Trophée Harmonie Mutuelle (2019) | 1.1  | Lionel Taminiaux     | Wallonie Bruxelles                           |
| 7     | Grand Prix Adria Mobil                                                          | 1.2  | Marko Kump           | Adria Mobil                                  |
| 7     | Trofeo Piva                                                                     | 1.2U | Georg Zimmermann     | Tirol KTM Cycling Team                       |
| 9-12  | Circuit Cycliste Sarthe-Pays de la Loire (2019)                                 | 2.1  | Alexis Gougeard      | AG2R La Mondiale                             |
| 10    | Scheldeprijs (2019)                                                             | 1.HC | Fabio Jakobsen       | Deceuninck-Quick Step                        |
| 12-14 | GP Beiras e Serra da Estrela (2019)                                             | 2.1  | Edwin Ávila          | Israel Cycling Academy                       |
| 12-14 | Circuit des Ardennes International                                              | 2.2  | Alexander Kamp       | Riwal Readynez Cycling Team                  |
| 13    | Trofeo Edil C                                                                   | 1.2U | Giovanni Aleotti     | Cycling Team Friuli                          |
| 14    | 65 Klasika Primavera de Amorebieta (2019)                                       | 1.1  | Carlos Betancur      | Movistar Team                                |
| 16    | Parigi-Camembert (2019)                                                         | 1.1  | Benoît Cosnefroy     | AG2R La Mondiale                             |
| 17    | De Brabantse Pijl-La Flèche Brabançonne (2019)                                  | 1.HC | Mathieu van der Poel | Corendon-Circus                              |
| 17-21 | Tour du Loir et Cher E Provost                                                  | 2.2  | Jan Bárta            | Elkov-Author Cycling Team                    |
| 18-21 | Belgrade-Banja Luka                                                             | 2.1  | Paweł Franczak       | Voster ATS Team                              |
| 20    | Tour du Finistère (2019)                                                        | 1.1  | Julien Simon         | Cofidis, Solutions Crédits                   |
| 20    | Arno Wallaard Memorial                                                          | 1.2  | Alexander Richardson | Canyon dhb p/b Bloor Homes                   |
| 20    | Liegi-Bastogne-Liegi Under-23                                                   | 1.2U | Kevin Vermaerke      | Hagens Berman Axeon                          |
| 21    | Trofeo Città di San Vendemiano-GP Industria & Commercio                         | 1.2U | Andrea Bagioli       | Team Colpack                                 |
| 22    | Tro-Bro Léon (2019)                                                             | 1.1  | Andrea Vendrame      | Androni Giocattoli-Sidermec                  |
| 22    | Giro del Belvedere                                                              | 1.2U | Samuele Battistella  | Dimension Data for Qhubeka                   |
| 22-26 | Tour of the Alps (2019)                                                         | 2.HC | Pavel Sivakov        | Team Sky                                     |
| 23    | Gran Premio Palio del Recioto-Trofeo C&F Resinatura Blocchi                     | 1.2U | Matteo Sobrero       | Dimension Data for Qhubeka                   |
| 25-27 | Vuelta a Castilla y León (2019)                                                 | 2.1  | Davide Cimolai       | Israel Cycling Academy                       |
| 25-28 | Tour of Mersin                                                                  | 2.2  | Peter Koning         | Bike Aid                                     |
| 25-1  | Le Tour de Bretagne Cycliste                                                    | 2.2  | Lorrenzo Manzin      | Vital Concept-B&B Hotels                     |
| 27-28 | Tour du Jura Cycliste                                                           | 2.2  | Kobe Goossens        | Lotto Soudal U23                             |
| 28    | Giro dell'Appennino (2019)                                                      | 1.1  | Mattia Cattaneo      | Androni Giocattoli-Sidermec                  |
| 28    | 15th Rutland-Melton Cicle Classic                                               | 1.2  | Colin Joyce          | Rally UHC Cycling                            |
| 28    | Visegrad 4 Bicycle Race-Grand Prix Poland                                       | 1.2  | Alois Kaňkovský      | Elkov-Author Cycling Team                    |
| 30-5  | Carpathian Couriers Race                                                        | 2.2U | Marijn van den Berg  | Metec-TKH Continental Cyclingteam p/b Mantel |

### Maggio
| Data  | Prova                                                      | Cat. | Vincitore            | Squadra                          |
| ----- | ---------------------------------------------------------- | ---- | -------------------- | -------------------------------- |
| 1°    | Memoriał Andrzeja Trochanowskiego                          | 1.2  | Alois Kaňkovský      | Elkov-Author Cycling Team        |
| 1°    | Eschborn-Frankfurt U23                                     | 1.2U | Frederik Rodenberg   | ColoQuick                        |
| 1°-5  | Five Rings of Moscow                                       | 2.2  | Yauhen Sobal         | Minsk Cycling Club               |
| 2     | Memoriał Romana Sieminskiego                               | 1.2  | Alois Kaňkovský      | Elkov-Author Cycling Team        |
| 2-5   | Tour de Yorkshire (2019)                                   | 2.HC | Chris Lawless        | Team Ineos                       |
| 2-5   | Tour of Mesopotamia                                        | 2.2  | Branislaŭ Samojlaŭ   | Minsk Cycling Club               |
| 3-5   | Vuelta Asturias Julio Alvarez Mendo                        | 2.1  | Richard Carapaz      | Movistar Team                    |
| 4     | Ronde van Overijssel                                       | 1.2  | Nils Eekhoff         | Development Team Sunweb          |
| 4     | GP Himmerland Rundt                                        | 1.2  | Niklas Larsen        | ColoQuick                        |
| 5     | Circuito del Porto-Trofeo Arvedi                           | 1.2  | Luca Mozzato         | Dimension Data for Qhubeka       |
| 5     | Entre Brenne et Montmorillonnais                           | 1.2  | Alberto Dainese      | SEG Racing Academy               |
| 5     | Skive-Løbet                                                | 1.2  | Frederik Rodenberg   | ColoQuick                        |
| 9-12  | Rhône-Alpes Isère Tour                                     | 2.2  | Matthias Krizek      | Team Felbermayr-Simplon Wels     |
| 10-12 | Vuelta Ciclista Comunidad de Madrid (2019)                 | 2.1  | Clément Russo        | Team Arkéa Samsic                |
| 10-12 | CCC Tour-Grody Piastowskie                                 | 2.2  | Kamil Małecki        | CCC Development Team             |
| 11    | 111th Scandinavian Race in Uppsala 1909-2019               | 1.2  | Rasmus Bøgh Wallin   | Riwal Readynez Cycling Team      |
| 11    | Sundvolden GP                                              | 1.2  | Trond Trondsen       | Team Coop                        |
| 11    | Visegrad 4 Kerekparverseny                                 | 1.2  | Paweł Franczak       | Voster ATS Team                  |
| 11    | PWZ Zuidenveld Tour                                        | 1.2  | Luuc Bugter          | BEAT Cycling Club                |
| 11    | Minsk Cup                                                  | 1.2  | Jaŭheni Karalëk      | Bielorussia                      |
| 12    | Grand Prix Minsk                                           | 1.2U | Norman Vahtra        | Estonia                          |
| 12    | Flèche Ardennaise                                          | 1.2  | Simon Pellaud        | IAM Excelsior                    |
| 12    | Visegrad 4 Bicycle Race-GP Slovakia                        | 1.2  | Alois Kaňkovský      | Elkov-Author Cycling Team        |
| 12    | Grand Prix de la Somme « Conseil Départemental 80»         | 1.2  | Lorrenzo Manzin      | Vital Concept-B&B Hotels         |
| 12    | Ringerike GP                                               | 1.2  | Kristoffer Skjerping | Uno-X Norwegian Development Team |
| 12    | Gran Premio Industrie del Marmo                            | 1.2U | Patrick Gamper       | Tirol KTM Cycling Team           |
| 14-19 | 4 Jours de Dunkerque/Grand Prix des Hauts de France (2019) | 2.HC | Mike Teunissen       | Team Jumbo-Visma                 |
| 17-19 | Vuelta Aragón (2019)                                       | 2.1  | Eduard Prades        | Movistar Team                    |
| 17-19 | Tour d'Eure-et-Loir                                        | 2.2  | Luuc Bugter          | BEAT Cycling Club                |
| 17-19 | Yavuz Sultan Selim Tour of Black Sea                       | 2.2  | Onur Balkan          | Salcano Sakarya BB Team          |
| 19    | Grand Prix Criquielion                                     | 1.2  | Arne Marit           |                                  |
| 23    | Chabany Race                                               | 1.2  | Andriy Vasylyuk      | Kyiv Capital Team                |
| 24    | Horizon Park Race for Peace                                | 1.2  | Yauhen Sobal         | Minsk Cycling Club               |
| 20-25 | 76th Tour of Albania                                       | 2.2  | Filippo Fiorelli     | Gragnano Sporting Club           |
| 23-25 | Tour of Estonia (2019)                                     | 2.1  | Mihkel Räim          | Israel Cycling Academy           |
| 25    | Horizon Park Race Maidan                                   | 1.2  | Uladzislai Tsimoshyk | Selezione della Bielorussia      |
| 26    | Horizon Park Race Classic                                  | 1.2  | Andriy Vasylyuk      | Kyiv Capital Team                |
| 26    | Grote Prijs Marcel Kint (2019)                             | 1.1  | Bryan Coquard        | Vital Concept-B&B Hotels         |
| 22-26 | Bałtyk-Karkonosze Tour                                     | 2.2  | Kamil Małecki        | CCC Development Team             |
| 23-26 | Ronde de l'Isard                                           | 2.2U | Andrea Bagioli       | Team Colpack                     |
| 24-26 | Tour de l'Ain (2019)                                       | 2.1  | Thibaut Pinot        | Groupama-FDJ                     |
| 24-26 | Hammer Stavanger (2019)                                    | 2.1  |                      | Team Jumbo-Visma                 |
| 24-26 | À Travers les Hauts de France                              | 2.2  | Ethan Hayter         | Selezione della Gran Bretagna    |
| 28-2  | Tour of Norway (2019)                                      | 2.HC | Alexander Kristoff   | UAE Team Emirates                |
| 29-2  | Flèche du Sud                                              | 2.2  | Quinten Hermans      | Telenet-Fidea Lions              |
| 30    | Circuit de Wallonie (2019)                                 | 1.1  | Thomas Boudat        | Total Direct Énergie             |
| 31-2  | Tour de la Mirabelle                                       | 2.2  | Simon Pellaud        | IAM Excelsior                    |
| 31-2  | Wyścig Majora Hubala - Sante Tour                          | 2.2  | Maciej Paterski      | Wibatech Merx 7R                 |

### Giugno
| Data  | Prova                                               | Cat. | Vincitore             | Squadra                     |
| ----- | --------------------------------------------------- | ---- | --------------------- | --------------------------- |
| 1     | Tour de Ribas                                       | 1.2  | Onur Balkan           | Salcano-Sakarya             |
| 1     | Grand Prix de Plumelec-Morbihan (2019)              | 1.1  | Benoît Cosnefroy      | AG2R La Mondiale            |
| 2     | Trofeo Alcide De Gasperi                            | 1.2  | Benjamin Hill         | Ljubljana Gusto Santic      |
| 2     | Boucles de l'Aulne - Châteaulin (2019)              | 1.1  | Alexis Gougeard       | AG2R La Mondiale            |
| 2     | Odessa Grand Prix                                   | 1.2  | Matvey Nikitin        | Astana City                 |
| 2     | Rund um Köln (2019)                                 | 1.1  | Baptiste Planckaert   | Wallonie Bruxelles          |
| 2     | Paris-Roubaix Espoirs                               | 1.2U | Thomas Pidcock        | Wiggins Le Col              |
| 5-9   | Tour de Luxembourg                                  | 2.HC | Jesús Herrada         | Cofidis                     |
| 6-9   | Boucles de la Mayenne                               | 2.1  | Thibault Ferasse      | Natura4Ever-RLM             |
| 7-9   | Hammer Limburg (2019)                               | 2.1  | Deceuninck-Quick Step | Deceuninck-Quick Step       |
| 7-9   | Tour of Bihor - Bellotto                            | 2.1  | Daniel Muñoz          | Androni Giocattoli-Sidermec |
| 9     | Gran Premio Città di Lugano (2019)                  | 1.1  | Diego Ulissi          | UAE Team Emirates           |
| 9     | Coppa della Pace - Trofeo F.lli Anelli              | 1.2U | Georg Zimmermann      | Tirol KTM Cycling Team      |
| 9     | Memorial Philippe Van Coningsloo                    | 1.2  | Gerben Thijssen       | Lotto-Soudal                |
| 10    | Ronde van Limburg (2019)                            | 1.1  | Eduard-Michael Grosu  | Delko Marseille Provence    |
| 11    | Bursa Orhangazi Race                                | 1.2  | Onur Balkan           | Salcano-Sakarya             |
| 12    | Bursa Yildirim Bayezit Race                         | 1.2  | Mustafa Sayar         | Salcano-Sakarya             |
| 13    | Gran Premio del Canton Argovia (2019)               | 1.HC | Alexander Kristoff    | UAE Team Emirates           |
| 11-16 | Giro d'Ungheria                                     | 2.1  | Krists Neilands       | Israel Cycling Academy      |
| 12-16 | Giro del Belgio (2019)                              | 2.HC | Remco Evenepoel       | Deceuninck-Quick Step       |
| 13-16 | Ronde de l'Oise                                     | 2.2  | Anthony Maldonado     | St Michel-Auber 93          |
| 13-16 | Oberösterreichrundfahrt                             | 2.2  | Jannik Steimle        | Vorarlberg-Santic           |
| 14-16 | Tour of Malopolska                                  | 2.2  | Adam Stachowiak       | Voster ATS Team             |
| 16    | Midden-Brabant Poort Omloop                         | 1.2  | Arvid de Kleijn       | Metec-TKH-Mantel            |
| 17    | Mont Ventoux Dénivelé Challenge                     | 1.1  | Jesús Herrada         | Cofidis                     |
| 21    | Dwars door het Hageland                             | 1.1  | Kenneth Vanbilsen     | Cofidis                     |
| 22    | Grand Prix Doliny Baryczy - Memoriał Grundmanna     | 1.2  | Sylwester Janiszewski | Voster ATS Team             |
| 13-23 | Giro Ciclistico d'Italia                            | 2.2U | Andrés Camilo Ardila  | EPM                         |
| 19-23 | Giro di Slovenia (2019)                             | 2.HC | Diego Ulissi          | UAE Team Emirates           |
| 19-23 | ZLM Tour                                            | 2.1  | Mike Teunissen        | Team Jumbo-Visma            |
| 20-23 | Route d'Occitanie                                   | 2.1  | Alejandro Valverde    | Movistar                    |
| 20-23 | Tour de Savoie Mont-Blanc                           | 2.2  | Chris Harper          | Team BridgeLane             |
| 23    | Race Korona Kocich Gór                              | 1.2  | Patryk Stosz          | CCC Development Team        |
| 23    | Elfstedenronde                                      | 1.1  | Tim Merlier           | Corendon                    |
| 26    | Halle-Ingooigem (2019)                              | 1.1  | Dries De Bondt        | Corendon                    |
| 26    | Internationale Wielertrofee Jong Maar Moedig I.W.T. | 1.2  | Julien Van Den Brande | Tarteletto-Isorex           |

### Luglio
| Data  | Prova                                             | Cat. | Vincitore              | Squadra                             |
| ----- | ------------------------------------------------- | ---- | ---------------------- | ----------------------------------- |
| 02    | Trofeo Città di Brescia                           | 1.2  | Daniel Smarzaro        | General Store-Bottoli-Zardini       |
| 02-06 | Wyścig Solidarności i Olimpijczyków               | 2.2  | Norman Vahtra          | Klubi Cycling Tartu                 |
| 03-07 | Sibiu Cycling Tour (2019)                         | 2.1  | Kevin Rivera           | Androni Giocattoli-Sidermec         |
| 06-07 | In the Steps of Romans                            | 2.2  | Polychronis Tzortzakis | Tarteletto-Isorex                   |
| 06-12 | Int. Österreich-Rundfahrt (2019)                  | 2.1  | Ben Hermans            | Israel Cycling Academy              |
| 11-14 | GP Internacional Torres Vedras - Troféu Agostinho | 2.2  | Henrique Casimiro      | Efapel                              |
| 14    | Giro del Medio Brenta                             | 1.2  | Simone Ravanelli       | Biesse-Carrera                      |
| 16-21 | Giro Ciclistico della Valle d'Aosta Mont-Blanc    | 2.2U | Mauri Vansevenant      | EFC-L&R-Vulsteke                    |
| 20    | V4 Special Series Vásárosnamény-Nyíregyháza       | 1.2  | Daniel Auer            | Maloja Pushbikers                   |
| 21    | V4 Special Series Vásárosnamény-Ibrány            | 1.2  | János Pelikán          | Pannon Cycling Team                 |
| 24-28 | Adriatica Ionica Race (2019)                      | 2.1  | Mark Padun             | Bahrain-Merida                      |
| 25    | Prueba Villafranca-Ordiziako Klasika (2018)       | 1.1  | Rafael Valls           | Movistar Team                       |
| 25    | Grand Prix Pino Cerami (2019)                     | 1.1  | Bryan Coquard          | Vital Concept-B&B Hotels            |
| 26    | Grand Prix Cycliste de Gemenc I                   | 1.2  | Attila Valter          | CCC Development Team                |
| 26-28 | Tour of Kosovo                                    | 1.2  | Charalampos Kastrantas | Brunei Continental Cycling Team     |
| 27    | Grand Prix Cycliste de Gemenc II                  | 1.2  | János Pelikán          | Pannon Cycling Team                 |
| 27-31 | Tour de Wallonie (2019)                           | 2.HC | Loïc Vliegen           | Wanty-Groupe Gobert                 |
| 28    | Grand Prix de la ville de Pérenchies              | 1.2  | Jens Reynders          | Wallonie-Bruxelles Development Team |
| 08    | Tour de Serbie                                    | 2.2  | Enrico Salvador        | Biesse-Carrera                      |
| 31    | Circuito de Getxo "Memorial Ricardo Otxoa" (2019) | 1.1  | Jon Aberasturi         | Caja Rural-Seguros RGA              |
| 31-04 | Tour Alsace                                       | 2.2  | Thomas Pidcock         | Team Wiggins Le Col                 |
| 31-11 | Volta a Portugal em Bicicleta                     | 2.1  | João Rodrigues         | W52-FC Porto                        |

### Agosto
| Data  | Prova                                         | Cat.   | Vincitore          | Squadra                           |
| ----- | --------------------------------------------- | ------ | ------------------ | --------------------------------- |
| 02-05 | Kreiz Breizh Elites                           | 2.2    | Mathijs Paasschens | Wallonie Bruxelles                |
| 03    | Hansa Bygg Kalmar Grand Prix Road Race        | 1.2    | Norman Vahtra      | Klubi Cycling Tartu               |
| 04    | Grand Prix Kranj                              | 1.2    | Marko Kump         | Adria Mobil                       |
| 06-10 | Tour of Szeklerland                           | 2.2    | Jonas Rapp         | Hrinkow Advarics Cycleang         |
| 11    | Antwerpse Havenpijl                           | 1.2    | Tibo Nevens        | Home Solution-Soenens             |
| 11    | Gran Premio Sportivi di Poggiana              | 1.2U   | Fabio Mazzucco     | Sangemini-MG.K Vis Vega           |
| 11    | KOGA Slag om Norg                             | 1.1    | Coen Vermeltfoort  | Alecto Cycling Team               |
| 13-17 | Vuelta a Burgos (2019)                        | 2.HC   | Iván Sosa          | Androni Giocattoli-Sidermec       |
| 15    | Puchar Ministra Obrony Narodowej              | 1.2    | Norman Vahtra      | Klubi Cycling Tartu               |
| 15-18 | Czech Cycling Tour                            | 2.1    | Daryl Impey        | Mitchelton-Scott                  |
| 15-25 | Tour de l'Avenir                              | 2.Ncup | Tobias Foss        | Selezione norvegese               |
| 15-18 | Arctic Race of Norway (2018)                  | 2.HC   | Aleksej Lucenko    | Astana Pro Team                   |
| 16    | Gran Premio Capodarco - Comunità di Capodarco | 1.2U   | Filippo Zana       | Sangemini-MG.K Vis Vega           |
| 17    | Memoriał Henryka Łasaka                       | 1.2    | Norman Vahtra      | Klubi Cycling Tartu               |
| 18    | Fyen Rundt                                    | 1.2    | Rasmus Quaade      | Riwal Readynez                    |
| 18    | La Poly Normande (2019)                       | 1.1    | Benoît Cosnefroy   | AG2R La Mondiale                  |
| 18    | Puchar Uzdrowisk Karpackich                   | 1.2    | John Mandrysch     | P&S Metalltechnik                 |
| 21    | Grote Prijs Stad Zottegem (2019)              | 1.1    | Piotr Havik        | BEAT Cycling Club                 |
| 21    | Grand Prix des Marbriers                      | 1.2    | Damien Clayton     | Ribble Pro Cycling                |
| 21-25 | Post Danmark Rundt-Tour of Denmark            | 2.HC   | Niklas Larsen      | Team ColoQuick                    |
| 21-24 | Tour du Limousin (2019)                       | 2.1    | Benoît Cosnefroy   | AG2R La Mondiale                  |
| 21    | Veenendaal-Veenendaal Classic (2018)          | 1.1    | Zakkari Dempster   | Israel Cycling Academy            |
| 26    | Schaal Sels (2019)                            | 1.1    | Attilio Viviani    | Cofidis                           |
| 27-30 | Tour du Poitou-Charentes (2019)               | 2.1    | Christophe Laporte | Cofidis                           |
| 28    | Druivenkoers - Overijse (2019)                | 1.1    | Arvid de Kleijn    | Metec-TKH Continental Cyclingteam |
| 29-01 | Deutschland Tour                              | 2.1    | Jasper Stuyven     | Trek-Segafredo                    |
| 31    | Omloop Mandel-Leie-Schelde Meulebeke          | 1.1    | Niccolò Bonifazio  | Total Direct Énergie              |

### Settembre
| Data  | Prova                                                 | Cat. | Vincitore                       | Squadra                             |
| ----- | ----------------------------------------------------- | ---- | ------------------------------- | ----------------------------------- |
| 01    | Grand Prix de la Ville de Nogent-sur-Oise             | 1.2  | Emiel Vermeulen                 | Natura4Ever-Roubaix-Lille Métropole |
| 01    | Grote Prijs Jef Scherens (2019)                       | 1.1  | Niccolò Bonifazio               | Total Direct Énergie                |
| 01    | Croatia-Slovenia                                      | 1.2  | Marko Kump                      | Adria Mobil                         |
| 4-7   | Giro della Regione Friuli Venezia Giulia              | 2.2  | Clément Champoussin             | AG2R La Mondiale                    |
| 06    | Hafjell TT                                            | 1.2  | Mikkel Bjerg                    | Hagens Berman Axeon                 |
| 06    | Grand Prix Velo Erciyes                               | 1.2  | Onur Balkan                     | Salcano-Sakarya                     |
| 07    | Lillehammer GP                                        | 1.2  | Niklas Larsen                   | Team ColoQuick                      |
| 07    | Brussels Cycling Classic (2019)                       | 1.HC | Caleb Ewan                      | Lotto Soudal                        |
| 07-08 | Tour of Central Anatolia                              | 2.2  | Ahmet Örken                     | Salcano-Sakarya                     |
| 07-14 | Tour of Britain (2019)                                | 2.HC | Mathieu van der Poel            | Corendon-Circus                     |
| 07    | Gylne Gutuer                                          | 1.2  | Kristoffer Skjerping            | Uno-X Norwegian Development Team    |
| 08    | Antwerp Port Epic                                     | 1.1  | Aimé de Gendt                   | Wanty-Groupe Gobert                 |
| 08    | Grand Prix de Fourmies - La Voix du Nord (2019)       | 1.HC | Pascal Ackermann                | Bora-Hansgrohe                      |
| 08    | Chrono Champenois                                     | 1.2  | Mikkel Bjerg                    | Hagens Berman Axeon                 |
| 11-15 | Turul României                                        | 2.2  | Alex Molenaar                   | Monkey Town Continental Team        |
| 14    | De Kustpijl                                           | 1.2  | Bas van der Kooij               | Monkey Town Continental Team        |
| 14    | Coppa Agostoni - Giro delle Brianze (2019)            | 1.1  | Aljaksandr Rabušėnka            | UAE Team Emirates                   |
| 15    | Internationale Raiffeisen Grand Prix                  | 1.2  | Maciej Paterski                 | Wibatech 7R Fuji                    |
| 15    | Duo Normand (2019)                                    | 1.1  | Rasmus Quaade Mathias Norsgaard | Riwal Readynez                      |
| 15    | Tour du Doubs (2019)                                  | 1.1  | Stefan Küng                     | Groupama-FDJ                        |
| 15    | Coppa Bernocchi (2019)                                | 1.1  | Phil Bauhaus                    | Bahrain-Merida                      |
| 18    | Grand Prix de Wallonie (2019)                         | 1.1  | Krists Neilands                 | Israel Cycling Academy              |
| 18    | Giro della Toscana - Memorial Alfredo Martini (2019)  | 1.1  | Giovanni Visconti               | Neri Sottoli Selle Italia KTM       |
| 18-21 | Tour de Slovaquie                                     | 2.1  | Yves Lampaert                   | Deceuninck-Quick Step               |
| 19    | Coppa Sabatini - Gran Premio Città di Peccioli (2019) | 1.1  | Aleksej Lucenko                 | Astana Pro Team                     |
| 20    | Kampioenschap van Vlaanderen (2018)                   | 1.1  | Jannik Steimle                  | Deceuninck-Quick Step               |
| 20    | Grand Prix Erciyes                                    | 1.2  | Nikolai Shumov                  | Minsk Cycling Club                  |
| 21    | Memorial Marco Pantani (2019)                         | 1.1  | Aleksej Lucenko                 | Astana Pro Team                     |
| 21    | Primus Classic (2019)                                 | 1.HC | Edward Theuns                   | Trek-Segafredo                      |
| 21-22 | Tour of Kayseri                                       | 1.HC | Onur Balkan                     | Salcano-Sakarya                     |
| 22    | Trofeo Matteotti (2019)                               | 1.1  | Matteo Trentin                  | Mitchelton-Scott                    |
| 23    | Gooikse Pijl                                          | 1.1  | Pascal Ackermann                | Bora-Hansgrohe                      |
| 23    | Grand Prix d'Isbergues - Pas de Calais (2019)         | 1.1  | Mads Pedersen                   | Trek-Segafredo                      |
| 24    | Ruota d'Oro - GP Festa del Perdono                    | 1.2U | Nicola Venchiarutti             | Cycling Team Friuli                 |
| 25    | Omloop van het Houtland Lichtervelde (2019)           | 1.1  | Max Walscheid                   | Team Sunweb                         |
| 27-29 | Tour of Mevlana                                       | 2.2  | Batuhan Özgür                   | Team Sapura Cycling                 |
| 29    | Paris-Chauny                                          | 1.1  | Anthony Turgis                  | Total Direct Énergie                |

### Ottobre
| Data  | Prova                                                      | Cat. | Vincitore         | Squadra                     |
| ----- | ---------------------------------------------------------- | ---- | ----------------- | --------------------------- |
| 01-06 | Tour of Croatia (2019)                                     | 2.1  | Adam Yates        | Mitchelton-Scott            |
| 03    | Münsterland Giro (2019)                                    | 1.HC | Álvaro Hodeg      | Deceuninck-Quick Step       |
| 05    | Tour de l'Eurométropole (2019)                             | 1.HC | Piet Allegaert    | Sport Vlaanderen-Baloise    |
| 05    | Giro dell'Emilia (2019)                                    | 1.HC | Primož Roglič     | Team Jumbo-Visma            |
| 06    | Tour de Vendée (2019)                                      | 1.1  | Marc Sarreau      | Groupama-FDJ                |
| 06    | 90° Il Piccolo Lombardia (2019)                            | 1.2U | Andrea Bagioli    | Team Colpack                |
| 06    | Famenne Ardenne Classic (2019)                             | 1.1  | Dimitri Claeys    | Cofidis                     |
| 06    | Gran Premio Bruno Beghelli (2019)                          | 1.HC | Sonny Colbrelli   | Bahrain-Merida              |
| 08    | Binche-Chimay-Binche - Mémorial Frank Vandenbroucke (2019) | 1.1  | Tom Van Asbroeck  | Israel Cycling Academy      |
| 08    | Tre Valli Varesine (2019)                                  | 1.HC | Primož Roglič     | Team Jumbo-Visma            |
| 09    | Milano-Torino (2019)                                       | 1.HC | Michael Woods     | EF Education First          |
| 10    | Gran Piemonte (2019)                                       | 1.HC | Egan Bernal       | Team Ineos                  |
| 10    | Parigi-Bourges (2019)                                      | 1.1  | Marc Sarreau      | Groupama-FDJ                |
| 12    | Fatih Sultan Mehmet Edirne Race                            | 1.2  | Onur Balkan       | Salcano-Sakarya             |
| 12    | Tacx Pro Classic / Ronde van Zeeland (2019)                | 1.1  | Dylan Groenewegen | Team Jumbo-Visma            |
| 13    | Parigi-Tours (2019)                                        | 1.HC | Jelle Wallays     | Lotto Soudal                |
| 13    | Fatih Sultan Mehmet Kirklareli Race                        | 1.2  | Ahmet Örken       | Salcano-Sakarya             |
| 13    | Memorial Rik Van Steenbergen (2019)                        | 1.1  | Dries De Bondt    | Corendon-Circus             |
| 13    | Parigi-Tours Espoirs (2019)                                | 1.2U | Alexys Brunel     | Groupama-FDJ                |
| 20    | Chrono des Nations Espoirs                                 | 1.2U | Jasper De Plus    | Home Solution-Soenens C. T. |
| 20    | Chrono des Nations (2019)                                  | 1.1  | Jos van Emden     | Team Jumbo-Visma            |

## Classifiche
La classifica individuale dell'UCI Europe Tour segue le regole per il punteggio redatte dall'UCI. La classifica a squadre prende in considerazione unicamente le squadre dell'UCI Europe Tour calcolando il punteggio dalla somma dei 10 migliori atleti della squadra nella classifica individuale. Nello stesso modo che per la classifica a squadre, le nazioni europee vengono classificate a partire dalla somma degli 8 migliori atleti della nazione.
Classifiche aggiornate al 22 ottobre.
| Pos. | Corridore          | Squadra    | Punti    |
| ---- | ------------------ | ---------- | -------- |
| 1    | Primož Roglič      | Jumbo      | 4 705,28 |
| 2    | Julian Alaphilippe | Deceuninck | 3 569,95 |
| 3    | Jakob Fuglsang     | Astana     | 3 472,5  |
| 4    | Alejandro Valverde | Movistar   | 3 297    |
| 5    | Greg Van Avermaet  | CCC        | 2 947,33 |
| 6    | Pascal Ackermann   | Bora       | 2 538    |
| 7    | Alexander Kristoff | UAE        | 2 484,5  |
| 8    | Elia Viviani       | Deceuninck | 2 392,12 |
| 9    | Peter Sagan        | Bora       | 2 232    |
| 10   | Bauke Mollema      | Trek       | 2 220    |

| Pos. | Squadra                       | Punti    |
| ---- | ----------------------------- | -------- |
| 1    | Total Direct Énergie          | 5 152,67 |
| 2    | Wanty-Gobert Cycling Team     | 5 086    |
| 3    | Corendon-Circus               | 4 898    |
| 4    | Israel Cycling Academy        | 4 849,2  |
| 5    | Cofidis, Solutions Crédits    | 4 644    |
| 6    | Androni Giocattoli-Sidermec   | 3 681    |
| 7    | Wallonie Bruxelles            | 3 065    |
| 8    | Vital Concept-B&B Hotels      | 2 780,34 |
| 9    | Team Arkéa-Samsic             | 2 769    |
| 10   | Neri Sottoli Selle Italia KTM | 2 551    |

| Pos. | Nazione       | Punti     |
| ---- | ------------- | --------- |
| 1    | Belgio        | 13 491,09 |
| 2    | Italia        | 11 748,48 |
| 3    | Paesi Bassi   | 11 388,14 |
| 4    | Francia       | 10 909,15 |
| 5    | Spagna        | 10 039,62 |
| 6    | Slovenia      | 9 521,4   |
| 7    | Germania      | 9 373,33  |
| 8    | Danimarca     | 8 138,19  |
| 9    | Gran Bretagna | 6 158,32  |
| 10   | Norvegia      | 5 827,59  |